# Вуглецева нейтральність
Вуглецева нейтральність (англ. carbon neutrality) — термін, що описує досягнення чистого нульового викиду вуглекислого газу за рахунок балансування викидів вуглецю з видаленням вуглецю із атмосфери або просто усуненням викидів вуглецю. Термін використовується в контексті виділенням вуглекислого газу, пов'язаного з транспортом, виробництвом енергії, сільського господарства та промисловими процесами.
Зазвичай вуглецевонейтральний статус можна досягти двома способами:
- Торгівля квотами на викиди, яке дозволяє право викидати еквівалентну масу вуглекислого газу у іншій країні чи території.[2] Приклад: Кіотський протокол.
- Скорочення викидів вуглецю за рахунок зміни джерел енергії та промислових процесів. Перехід до використання відновлюваної енергії (наприклад, вітрової та сонячної енергії) показав зменшення викидів вуглекислого газу.[3] Хоча і відновлювана, і не поновлювана енергія виробляють викиди вуглецю, відновлювана енергія має майже нульові викиди вуглецю.[4] Внесення змін до поточних промислових та сільськогосподарських процесів заради зменшення викидів вуглецю (наприклад, зміни в харчуванні великої рогатої худоби можуть потенційно зменшити виробництво метану на 40 %).

Концепція вуглецевою нейтральності може бути розширена, щоб включити інші парникові гази (ПГ), виміряні з точки зору їх еквівалентності вуглекислого газу. Термін кліматична нейтральність відображає більш широку включеність інших парникових газів у зміну клімату, навіть якщо СО2 є найпоширенішим.